# Semivida
Semivida es el tiempo que tarda una sustancia (droga, nucleido, radiactivo, etc) en perder la mitad de su actividad farmacológica, fisiológica, o radiológica. 
Se puede utilizar como sinónimo de periodo de semidesintegración pero este no es sinónimo de semivida, porque semivida es un término más general que periodo de semidesintegración, el cual solamente está definido para sustancias radiactivas. La definición y la determinación experimental de semividas no implican ni uso de logaritmos o exponenciales, ni de velocidad de reacción o desintegración.
También se la conoce como hemivida o vida mitad, y en ocasiones se le llama indebidamente vida media, aunque este término se refiere a otro concepto diferente aunque relacionado.